# Йозеф фон Ездорф
Йозеф Граф фон Ецдорф (нім. Josef Graf von Ezdorf; 14 лютого 1879, Відень — пом. 12 грудня 1950, Відень) — державний діяч Австро-Угорської імперії та Австрійської Республіки, останній президент Герцогства Буковини (24.04.1917—06.11.1918).

## Походження та ранні роки

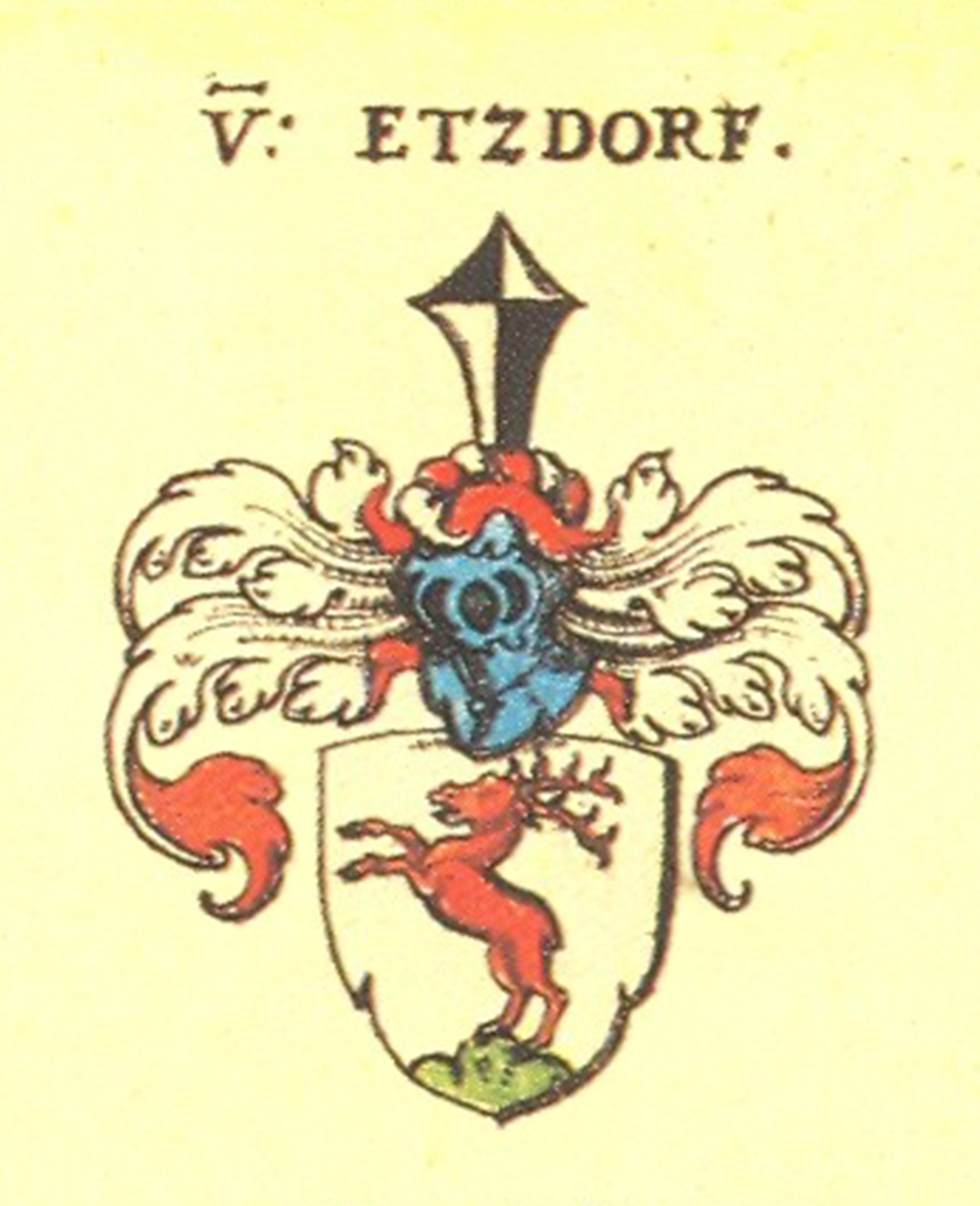
Герб роду Ецдорф

Народився 19 лютого 1879 року в тюринзькій заможній та шляхетній родині (з роду Ецдорф) у Відні.
Початкову освіту отримав у гімназіях Ріда та Лінца. З відзнакою зікінчив навчання на юридичному факультеті Віденського університету, де здобув ступінь доктора права. Дисертацію блискуче захистив у присутності цісаря Франца Йосифа I.
Після цього короткий час працював на державній службі в Амштеттені.
В жовтні 1905 року був направлений в Черновиць, які на той час були столицею коронного краю Герцогство Буковина, куди переїхав разом з дружиною графинею Гедвіг фон Ецдорф-Лінц.

## Буковинський період

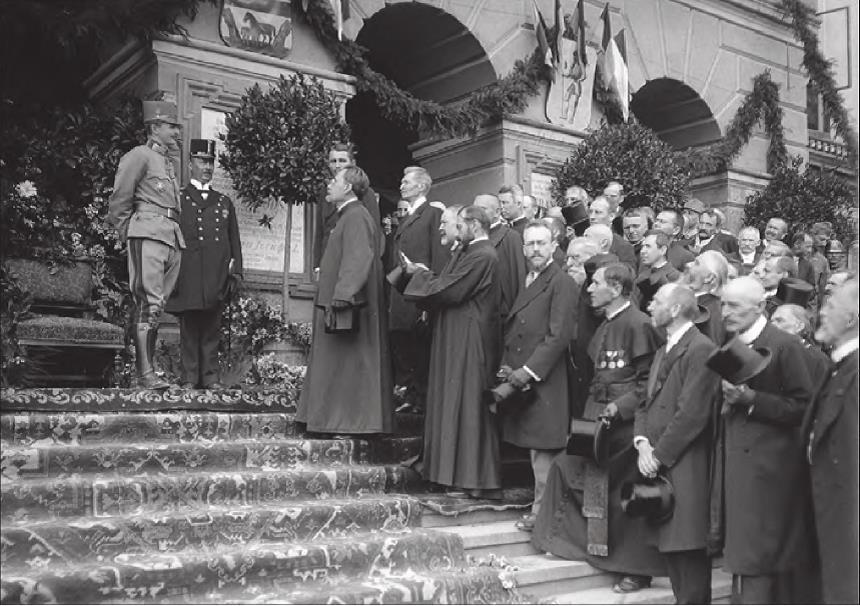
Президент фон Ецдорф ліворуч від Цісаря Карла І на сходах Чернівецької ратуші (1917)

Протягом 1905—1909 років був практикантом-канцеляристом крайового управління. З липня 1909 року займав посаду адміністративного секретаря майнової дирекції Буковинського православного релігійного фонду. У жовтні 1910 року крайовий президент Октавіан фон Бляйлебен запросив його на посаду секретаря в крайовий уряд, а в грудні 1911 року призначив доктора Ецдорфа очільником Черновицького повіту. Через два роки, 24 травня 1913 року, став радником крайового уряду, який очолював Рудольф фон Меран.
З початком Першої світової війни, Д-р Ецдорф, разом з Рудольфом фон Мераном займався формуванням у краї добровольчих батальйонів, які успішно діяли на Буковині під проводом відомого воєнного та політичного діяча Едуарда фон Фішера. Через захоплення Черновиць і Буковини російськими формуваннями, разом з крайовою адміністрацією виїхав спочатку у Ватра-Дорней, потім в Колошвар, а пізніше до Праги.

### Президент Герцогства Буковина
9 лютого 1917 року була підписана Брест-Литовська мирна угода з Україною, 3 березня — угода з Радянською Росією, 7 березня відбулося укладання угоди про тимчасове перемир'я, були звільнені окуповані на той час буковинські Сіретський та Сучавський повіти. Таким чином край поступово виводився з театру військових дій.
24 квітня 1917 року Карл I призначив Йозефа графа фон Ецдорфа надвірним радником і одночасно керівником буковинського крайового уряду. Вже в якості намістника коронного краю зустрічав Цісаря Карла I в Черновицях 7 серпня 1917 року, після звільнення міста з російської окупації.
Ецдорф був дуже здібним службовцем, тому в досить короткий час зробив успішну державну кар'єру. Всього за 12 років із чиновника найнижчого рангу став очільником краю. Першим дослужився посади президента, живучи і працюючи на Буковині, куди приїхав звичайним урядовцем.

Остаточно до Черновиць очільник краю зі своєю адміністрацією повернулись вже 12 жовтня 1917 року, і відразу приступили до здійснення першочергових заходів для повернення краю до звичного життя.

Заради справедливості варто відзначити, що президент Ецдорф не встиг у повній мірі скористатися таким високим становищем, оскільки то був короткий період його урядування і надзвичайно важкий та відповідальний історичний період.

Пізніше видатний громадсько-політичний та державний діяч Омелян Попович у своїх спогадах так охарактеризує останнього президента Герцогства Буковина:
|  | ...чоловік спосібний, енергійний і діяльний, та який не мав уже часу й нагоди розвинути своїх здібностей ... |

### Розпад Австро-Угорщини
Самими критичними для краю були жовтень і листопад 1918 року, коли в процесі відстоювання свого права на самовизначення максимально загострився конфлікт між двома місцевими титульними націями (українцями та румунами). Проте, Йозеф фон Ездорф, завдяки виваженим і мудрим крокам, зумів зберегти крихку рівновагу і не допустити до громадянської війни.

Відомий австрійський історик—буковинознавець Еріх Прокопович у своїй монографії «Кінець австрійського панування в Буковині» зазначив: «Проте ще один фактор оберігав Буковину від громадянської війни та випадів радикальних елементів. Він полягав в енергійному та напрочуд умілому управлінні всіма справами цісарсько-королівським крайовим президентом д-ром Йозефом графом фон Ездорфом, який наданими йому незначними засобами влади утримав громадський спокій і з великою енергією та активністю намагався побороти непримиримі суперечності між румунами та українцями, пов'язані з майбутнім становищем краю. Граф Ездорф у ті хаотичні дні був у Чернівцях єдиною людиною, яка, перебуваючи поза партіями та національними конфліктами, стала для населення гарантом енергійної відсічі небезпеці громадянської війни».

27 жовтня 1918 р. президент Ецдорф відмовив Янку Флондору у виконанні вимог, поспішно сформованої буковинськими румунами —уніоністами, альтернативної Румунської Національної Ради Буковини щодо передачі влади у Герцогстві Буковина. Своє рішення Д-р Ецдорф аргументував виконанням урядового наказу про передачу влади тільки представникам обох народів: румунам і українцям.

Незважаючи на безлади, які панували в Черновицях напередодні, 3 листопада 1918 року під час проведення Буковинського віча, кройовий президент наказав місцевій жандармерії за жодних обставин не застосовувати зброю і не провокувати конфлікт, а тільки спостерігала і трималася поближче до будинку крайового управління.

В своїй останні телеграмі (05.11.1918) міністерству внутрішніх справ з Черновиць президент Ецдорф доповідав: «Продовжую керувати справами за побажаннями переважної більшості тутешнього населення, яке тільки в моїй особі бачить гарантію збереження спокою та порядку. Прошу вказівки, чи повинен [я] у зв'язку з викладеною ситуацією передавати урядову владу. Зауважу що, якщо вимагатиме ситуація, я спокійно, чесно, по совісті передам владу легітимним представникам націй, оскільки на мій останній запит вже протягом 6 днів немає відповіді звідти».

Надалі його зв'язок з урядом було припинено і граф Ецдорф змушений був приймати рішення на власний розсуд. Як він сам відзначав пізніше: 
|  | Коли провалилася спроба встановити зв'язок через Угорщину, мені стало зрозумілим, що не варто чекати жодних подальших вказівок із Відня, і я мушу діяти на власну відповідальність. За такого стану речей мені теж здавалося найкращим дотримуватись своїх обох принципів: якомога краще оберігати інтереси дорученого мені лише як довіреній особі краю і до останньої миті діяти, як австрійський службовець. |

5 листопада 1918 року було проведено заключне засідання крайового уряду, на якому окремих службовців було відправлено на пенсію, окремим підвищено класові ранги, а тим хто не зможе далі продовжувати службу обіцяно сприяння всіма силами в їхньому переведенні на захід. При цьому, президент Ецдорф наголосив:
|  | ...семирічна, майже без фракційна робота крайового уряду, який складався з представників усіх націй, є свідченням того, що й багато націй можуть мирно жити поряд... |

6 листопада 1918 року Йозеф Граф фон Ездорф передав управління в краї представникам буковинських українців та румунів — Омеляну Поповичу та Аурелу Ончулу.

За свідченням очевидців, навіть в цей момент Д-р Ецдорф поводився як державний діяч, котрий до останнього відданий своїй присязі. Про це, зокрема, свідчить його щира турбота про долю представника Габсбурзької монархії — Вільгельма фон Габсбурга. Звертаючись до представників УНРади, Йозеф Ецдорф наголосив:
|  | Прошу панів подбати про безпеку його цісарської високості пана ерцгерцога Вільгельма. |

Пізніше, у своїх мемуарах, Йозеф Ецдорф зазначив: «Українці запевнили мене у своїй повазі до моєї особи і в тому, що я, само собою зрозуміло, є цілком вільним. Вони також запропонували мені озброєний супровід на випадок, якщо я захочу виїхати, але самі ж порадили мені перечекати декілька днів у Черновиць. Так я тимчасово залишився у Черновицях».

Як повідомила місцева преса «Колишній крайовий президент граф Ездорф зразу ж в день передання влади переніс своє місце проживання з палацу крайового управління. Всупереч чуткам про те, що граф покинув місто, повідомляємо, що він перебуває в Черновицях і дотепер не покидав міста».

Його поважали політики різних партій, різних національностей, так як він за досить короткий час свого перебування на Буковині дуже добре вивчив і розумів ситуацію в цьому далекому від столиці, але такому складному герцогстві. І вмів зі всіма налагодити добру співпрацю та розуміння.

### Післярумунської окупації
11 листопада 1918 році Черновиць захопили румунські війська генерала Задіка.
Генеральний штаб румунської армії тричі намагався арештувати крайового президента Ецдорфа, але він уникнув цього завдяки особистому втручанню Янку Флондора.
Від всього пережитого Ецдорф захворів і на деякий час, поки не виїхав з Буковини, проживав разом з дружиною у свого доброго приятеля барона Александра фон Гурмузакі (останній маршалок Буковинського крайового сейму) за адресою: нім. Czernowitz, Bgm. Dr. Reißgasse, 20а (сьогодні — Чернівці, вул. Українська, 26).

Наприкінці грудня 1918 року Йозеф Ецдорф, разом з іншими австрійськими чиновниками, виїхали з Черновиць на Відень. Пізніше, у своїх спогадах, він зазначав:
|  | Коли я одужав, Флондор надав для мене спеціальний потяг, яким я разом із 120 буковинцями 20 грудня прибув до Відня |

## Австрійський період
Повернувшись у Відень, Йозеф Ецдорф подав до Державного управління внутрішніх справ Австрії детальний звіт «Останні дні Австрії на Буковині» (№ 2575 від 21.01.1919), в якому на 16 сторінках описуються події, що відбувалися в краї протягом жовтня — листопада 1918 року. Пізніше (1959) цей документ ліг в основу монографії Еріха Прокоповича (австрійський історик-буковинознавець, уродженець Черновиць) «Кінець австрійського панування в Буковині», в якій на документах відтворив складні сторінки історії тих років, ретельно зафіксувавши всі звіти президента Буковини д-ра Ездорфа.
Сам Йозеф Ецдорф якийсь час працював у виконавчій владі, але в квітні 1922 року вийшов у відставку за власним бажанням.
В 1931 році він склав адвокатський іспит і повернувся до юридичної практики — обійняв посаду канцеляриста у Віденькій адвокатській канцелярії.

Протягом 1934—1938 р.р. — один із видатних членів монархістсько-легітимістського руху. Після аншлюсу, був заарештований та ув'язнений на три місяці.

Помер 12 грудня 1950 року у Відні, де й похований.

## Джерело
- Заполовський В. Останній крайовий президент Буковини Йозеф граф фон Ецдорф // Чернівці і чернівчани. — 1998. — 3 грудня.
- До 140-річчя від дня народження крайового президента Буковини Йозефа графа фон Ецдорфа (1879—1950). [Архівовано 4 червня 2020 у Wayback Machine.]
- М. В. Никифорак ІНСТИТУТ КРАЙОВОГО ПРЕЗИДЕНТА В СИСТЕМІ АВСТРІЙСЬКОЇ АДМІНІСТРАЦІЇ НА БУКОВИНІ (1853—1918 РР.) //Науковий вісник Чернівецького університету. 2010. Випуск 525. Правознавство, — с. 5-11. [Архівовано 3 грудня 2021 у Wayback Machine.]
- Хочемо до України! [Архівовано 17 травня 2014 у Wayback Machine.]
- Прокопович Е. Кінець австрійського панування в Буковині. Чернівці: Золоті литаври, 2003. — 80 с. — ISBN 966-8029-13-5.[недоступне посилання]